# André Chilo
André Chilo (ur. 5 lipca 1898 w Bordeaux, zm. 3 listopada 1982 w Barcus) – francuski sportowiec, lekkoatleta i rugbysta grający na pozycjach skrzydłowego lub obrońcy, olimpijczyk, zdobywca srebrnego medalu w turnieju rugby union na Letnich Igrzyskach Olimpijskich w 1920 roku w Antwerpii, mistrz Francji w 1922 roku.

## Kariera sportowa
W trakcie kariery sportowej reprezentował kluby SCUF, A.S. Française, Racing Club de France, Stade Toulousain oraz TOEC. Dwukrotnie wystąpił w finale mistrzostw Francji: z Racing Club de France przegrał w finale w 1920 roku, a ze Stade Toulousain zdobył tytuł mistrzowski w roku 1922.
Z reprezentacją Francji uczestniczył w turnieju rugby union na Letnich Igrzyskach Olimpijskich 1920. W rozegranym 5 września 1920 roku na Stadionie Olimpijskim spotkaniu Francuzi ulegli reprezentacji USA 0:8. Jako że był to jedyny mecz rozegrany podczas tych zawodów, oznaczało to zdobycie przez nich srebrnego medalu.
W reprezentacji Francji w latach 1920–1925 rozegrał łącznie 4 spotkania nie zdobywając punktów.
Był mistrzem Francji w trójskoku i wystąpił w tej dyscyplinie na igrzyskach w Antwerpii, gdzie zajął siedemnaste miejsce. Jego rekord życiowy ustanowiony w 1919 roku wynosił natomiast 13,39 m.